# アンティッロ
アンティッロ（イタリア語: Antillo, シチリア語: Antiddu）は、イタリア共和国シチリア州メッシーナ県にある、人口約900人の基礎自治体（コムーネ）。

## 地理

### 位置・広がり
メッシーナ県のコムーネ。県都メッシーナから南西へ36kmの距離にある。

#### 隣接コムーネ
隣接するコムーネは以下の通り。
- カザルヴェッキオ・シークロ
- カストロレアーレ
- フォンダケッリ＝ファンティーナ
- フランカヴィッラ・ディ・シチーリア
- グラニーティ
- リーミナ
- モンジュッフィ・メリーア
- モッタ・カマストラ
- ロッカフィオリータ
- ロディ・ミーリチ